# Neoporus helocrinus
Neoporus helocrinus är en skalbaggsart som först beskrevs av Young 1967.  Neoporus helocrinus ingår i släktet Neoporus och familjen dykare. Inga underarter finns listade i Catalogue of Life.